# القابل (صعدة)
القابل هي إحدى قرى الجمهورية اليمنية. وهي تتبع جغرافيًا لمحافظة صعدة. وإداريًا لمديرية سحار. يبلغ تعداد سكانها 3764 نسمة حسب الإحصاء الذي جرى عام 2004.